# Dutch Masters 1984
Das Dutch Masters 1984 im Badminton fand vom 19. bis zum 21. Oktober 1984 in Nieuwegein, Niederlande, statt.

## Finalresultate
| Disziplin    | Sieger                      | Finalist                   | Ergebnis            |
| ------------ | --------------------------- | -------------------------- | ------------------- |
| Herreneinzel | Han Jian                    | Morten Frost               | 15–9, 18–14         |
| Dameneinzel  | Han Aiping                  | Kirsten Larsen             | 11–7, 11–1          |
| Herrendoppel | Christian Hadinata Hadibowo | Ding Qiqing Jiang Guoliang | 15–9, 15–10         |
| Damendoppel  | Lin Ying Wu Dixi            | Gillian Clark Nora Perry   | 15–4, 15–9          |
| Mixed        | Martin Dew Gillian Gilks    | Jiang Guoliang Lin Ying    | 15–10, 14–17, 15–10 |